# Улица Ахмеда Джавада
«Улица Ахмеда Джавада» (азерб. Əhməd Cavad küçəsi) — одна из центральных улиц города Баку. Тянется от сквера Мирзы Фатали Ахундова до Площади фонтанов. Носит имя поэта, автора слов гимна Азербайджана Ахмеда Джавада.

## История
Улица была заложена в 1820 году и изначально называлась Врангелевской. Первоначально она застраивалась небольшими одноэтажными жилыми домами, не несущими художественной и архитектурной ценности, однако на рубеже XIX—XX веков улица формируется и превращается в одну из центральных улиц города.
В 1898 году в верхней части улицы по проекту академика Роберта Марфельда на месте средневекового мусульманского кладбища был построен Александро-Невский собор, а в 1911—1913 годах по проекту гражданского инженера Александра Никитина в нижней части улицы были построены Александро-Невские ряды. Эти постройки, по словам историка архитектуры, Шамиля Фатуллаева-Фигарова, придавали структуре города архитектурно-художественное значение.
В советские годы улица была переименована в честь партийного и государственного деятеля Алигейдара Караева.